# Bari del Valle Sosa
Bari del Valle Sosa (8 de febrero de 1959) es un militar argentino veterano de guerra de Malvinas (VGM) en situación de retiro con el grado de teniente general. Fue jefe del Estado Mayor Conjunto de las Fuerzas Armadas (JEMCO) desde el 14 de enero de 2016 hasta el 27 de febrero de 2020.

## Carrera militar
Formado en infantería, Bari del Valle Sosa participó en la guerra de las Malvinas de 1982. Hasta 2016 se desempeñó como director general del Instituto de Obra Social del Ejército (IOSE), y previamente se había desempeñado como director del Colegio Militar de la Nación y director general de educación del Ejército. También fue rector del Instituto Universitario del Ejército Argentino.

### Jefatura del EMCFFAA
El 15 de enero de 2016 el presidente Mauricio Macri designó al General de Brigada VGM Bari Sosa en el cargo de Jefe del Estado Mayor Conjunto de las Fuerzas Armadas mediante el Decreto 181/2016.
Sosa ascendió al grado de General de División por Decreto 544/2016 del 4 de abril de 2016 con fecha 31 de diciembre de 2015. Su promoción al rango de teniente general tuvo lugar el 12 de septiembre de 2016, a través del decreto 1005/2016, en el cual el presidente Mauricio Macri lo ascendió con fecha 18 de enero del mismo año.
El 21 de febrero de 2020 el presidente Alberto Fernández designó al general de brigada Paleo Jefe del Estado Mayor Conjunto de las Fuerzas Armadas mediante el Decreto 178/2020. El día 27 de febrero el Teniente General Sosa entregó el mando a su sucesor y pasó a retiro.

### Recambio de cúpulas militares y pase a retiro
Tras poco más de dos meses de haber jurado como presidente, Alberto Fernández dispuso el recambio de las autoridades militares de las tres fuerzas armadas el 22 de febrero de 2020. Los nuevos jefes militares designados por el poder ejecutivo fueron el general de brigada Juan Martín Paleo como jefe del Estado Mayor Conjunto en reemplazo de Sosa; el contralmirante Julio Guardia como nuevo titular de la Armada; el brigadier Xavier Isaac como comandante de la Fuerza Aérea; el general de brigada Agustín Humberto Cejas en calidad de jefe del Ejército.
Juan Martín Paleo juró como nuevo titular de la Jefatura del Estado Mayor Conjunto de las Fuerzas Armadas el 28 de febrero de 2020 een una ceremonia celebrada en el Edificio Libertador. Tras su relevo, Bari del Valle Sosa se convirtió en el último oficial de su fuerza -Ejército- en haber luchado en la Guerra de Malvinas y en pasar a retiro.

## Condecoraciones y distintivos

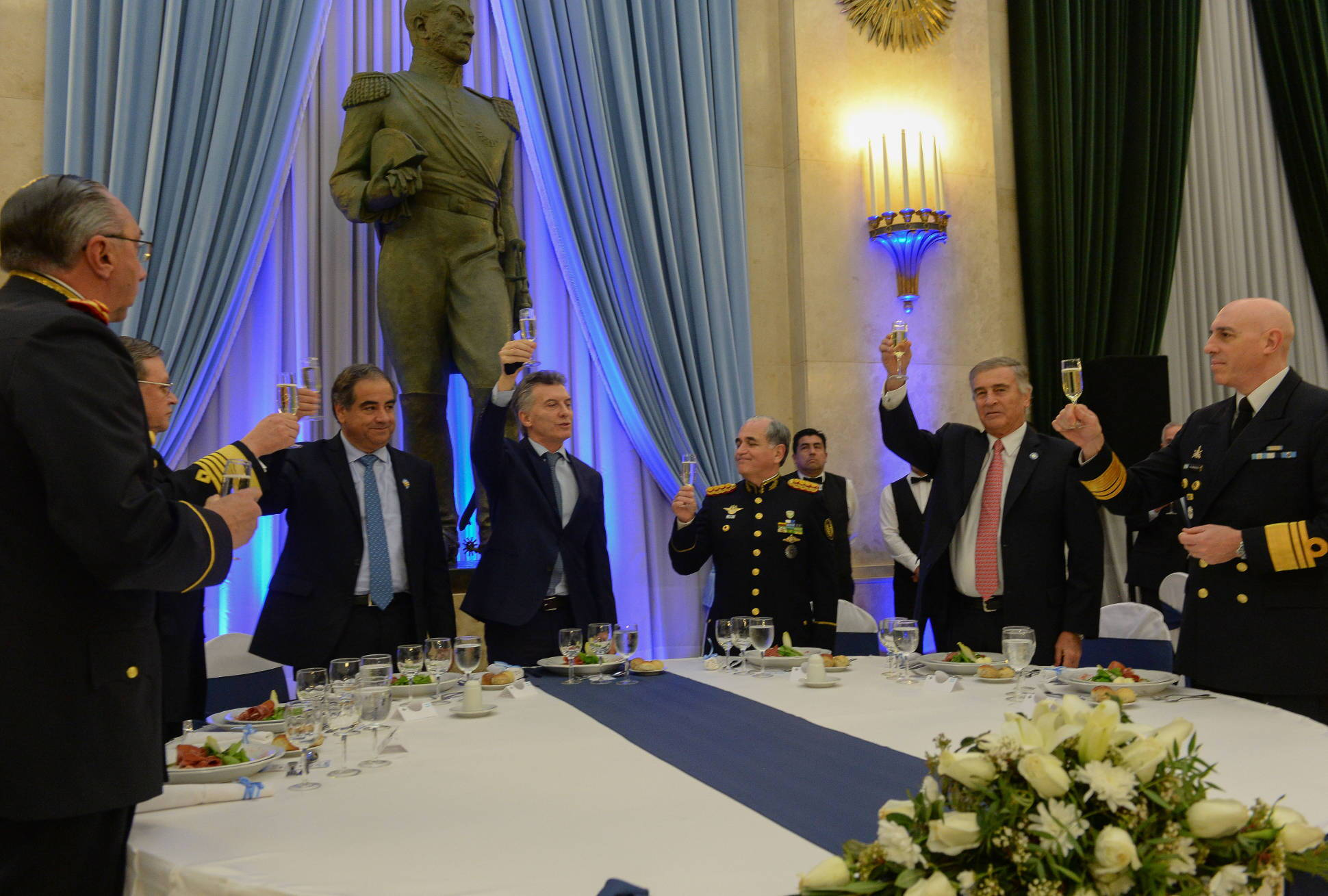
Cena de Camaradería de las Fuerzas Armadas de 2017. De Izquierda a derecha: Diego Suñer, Enrique Amrein, Julio Martínez, Mauricio Macri, Bari del Valle Sosa, Oscar Aguad y Miguel Ángel Máscolo.

Durante su carrera ha recibido numerosas condecoraciones y distintivos:
- Distintivo Jefe del Estado Mayor Conjunto de las Fuerzas Armadas
- Oficial de Estado Mayor Escuela de Superior de Guerra
- Distintivo por la Campaña Malvinas
- Medalla El Honorable Congreso de la Nación a los Combatientes
- Medalla al Pacificador, otorgada por el ministro de Ejército de la República Federativa del Brasil.
- Aptitud Especial de Comando
- Aptitud Especial de Monte
- Aptitud Especial Cazador de Monte
- Aptitud Especial de Montaña
- Aptitud Aplicativa al Combate
- Capacitación Especial de Instructor de Monte
- Especialización Complementaria Superior
- Distintivo Ejercicio de Comando (II)
- Distintivo años de servicio (30 años)
- Recompensa al Mérito del Arma de Infantería.
- Medalla de las Naciones Unidas por su participación en Operaciones del Mantenimiento de la Paz en Chipre.
- Medalla a la aplicación otorgada por los Ejércitos de Brasil, Colombia, Chile, España e Italia.
- Diploma Guerrero de Selva otorgada por el Ejército de Brasil.
- Distintivo de Escuela de EE. UU. para Oficiales Internacionales otorgado por el Ejército de EE. UU.
- Distintivo del Estado Mayor Conjunto de Chile